# سيمون فرازير (فنان قصص مصورة)
سيمون فرازير (بالإنجليزية: Simon Fraser)‏ هو فنان قصص مصورة ورسام كارتون بريطاني، ولد في 1969.

## وصلات خارجية
- الموقع الرسمي